# Michael Preetz
Michael Preetz (* 17. srpna 1967, Düsseldorf, Západní Německo) je bývalý německý fotbalový útočník a reprezentant. Je to nejlepší střelec německé fotbalové Bundesligy ze sezóny 1998/99.
7. června 2009 byl jmenován generálním manažerem Herty Berlín, vystřídal ve funkci Dietera Hoeneße.

## Klubová kariéra
Hrál za německé kluby Fortuna Düsseldorf, 1. FC Saarbrücken, MSV Duisburg, SG Wattenscheid 09 a Hertha BSC. S Hertou vyhrál dvakrát DFB-Ligapokal (2001, 2002).

## Reprezentační kariéra
Svůj reprezentační debut absolvoval 6. 2. 1999 v přátelském zápase v Jacksonville proti týmu USA (prohra 0:3). Celkem odehrál v letech 1999–2000 za německý národní tým 7 zápasů a vstřelil 3 góly.

## Individuální úspěchy
- 1× nejlepší střelec německé Bundesligy v dresu Herty Berlín (1998/99 – 23 gólů)[3]